# Мэры за Либерецкий край
Мэры за Либерецкий край, или Мэры для Либерецкого края (чеш. Starostové pro Liberecký kraj — SLK), — чешская региональная партия действующая на территории Либерецкого края. На республиканском уровне активно сотрудничают с партией Старосты и независимые (STAN), выдвигая от них своих кандидатов в нижнюю палату парламента Чехии и в Европейский парламент. Лидер партии Мартин Пута — гетман Либерецкого края.

## История

### Основание
Политическое партия SLK была основана перед региональными выборами в 2008 году с целью способствовать более эффективному и прозрачному использованию региональных ресурсов и обеспечить равномерное развитие всего края. Основателями и его первыми членами в основном были мэры муниципалитетов (общин) и иные муниципальные политики, значительная часть которых была выходцами из Партии открытого общества (чеш. Strana pro otevřenou společnost, SOS). Одним из основателей и первым председателем был тогдашний мэр Семил Ян Фарски.
С момента основания партии, SLK стало партнером регионального движения «Независимые старосты для края» (или «Независимые мэры для края», чеш. Nezávislí starostové pro kraj — NSK), которое действовало в Злинском крае и в 2009 году преобразовалось в общереспубликанское движение Старосты и независимые (STAN). Совместно со STAN, партия в начале своего существования сотрудничала с политической партией ТОР 09. Однако, в отличие от STAN, она отказалась составлять общий избирательный список с ТОР 09 на региональных выборах.

## Результаты на выборах

### Палата депутатов (Либерецкий край)
| Год  | Голоса                                         | Голоса | Мандаты    | Мандаты |
| Год  | Количество                                     | %      | Количество | ±       |
| ---- | ---------------------------------------------- | ------ | ---------- | ------- |
| 2010 | Избирательный список TOP 09                    | 19,44  | 2 из 8     | ▲2      |
| 2013 | Избирательный список TOP 09                    | 15,24  | 1 из 8     | ▼1      |
| 2017 | Избирательный список STAN                      | 12,82  | 0 из 8     | ▬       |
| 2021 | Избирательный список коалиции «Пиратов и STAN» | 21,37  | 1 из 8     | ▲1      |

### Сенат (округа Либерецкого края)

#### ОкругЧеска-Липа
| Выборы | Первый тур | Первый тур | Первый тур | Второй тур | Второй тур | Второй тур | Результаты |
| Выборы | Голоса     | %          | Место      | Голоса     | %          | Место      | Результаты |
| ------ | ---------- | ---------- | ---------- | ---------- | ---------- | ---------- | ---------- |
| 2014   | 6 633      | 20,14      | 1          | 8 246      | 59,32      | 1          | Выиграл    |
| 2020   | 10 418     | 29,59      | 1          | 6 988      | 52,87      | 1          | Выиграл    |

#### ОкругЯблонец-над-Нисоу
| Выборы | Первый тур                | Первый тур                | Первый тур                | Второй тур                | Второй тур                | Второй тур                | Результаты |
| Выборы | Голоса                    | %                         | Место                     | Голоса                    | %                         | Место                     | Результаты |
| ------ | ------------------------- | ------------------------- | ------------------------- | ------------------------- | ------------------------- | ------------------------- | ---------- |
| 2012   | поддержали кандидата STAN | поддержали кандидата STAN | поддержали кандидата STAN | поддержали кандидата STAN | поддержали кандидата STAN | поддержали кандидата STAN | Нет        |
| 2018   | не выдвинули кандидата    | не выдвинули кандидата    | не выдвинули кандидата    | не выдвинули кандидата    | не выдвинули кандидата    | не выдвинули кандидата    |            |
| 2024   | 8 491                     | 24,44                     | 1                         | 14 299                    | 62,92                     | 1                         | Выиграл    |

#### ОкругЛиберец
| Выборы | Первый тур | Первый тур | Первый тур | Второй тур | Второй тур | Второй тур | Результаты |
| Выборы | Голоса     | %          | Место      | Голоса     | %          | Место      | Результаты |
| ------ | ---------- | ---------- | ---------- | ---------- | ---------- | ---------- | ---------- |
| 2016   | 18 698     | 45,30      | 1          | 16 579     | 80,18      | 1          | Выиграл    |
| 2022   | 19 613     | 43,51      | 1          | 14 000     | 66,34      | 1          | Выиграл    |

### Региональное собрание Либерецкого края
| Год  | Голоса     | Голоса | Мандаты    | Мандаты | Гетман |
| Год  | Количество | %      | Количество | ±       | Гетман |
| ---- | ---------- | ------ | ---------- | ------- | ------ |
| 2008 | 17 878     | 13,78  | 7 из 45    | ▲ 7     | Нет    |
| 2012 | 28 763     | 22,21  | 13 из 45   | ▲ 6     | Да     |
| 2016 | 40 058     | 32,35  | 18 из 45   | ▲ 5     | Да     |
| 2020 | 53 546     | 38,57  | 22 из 45   | ▲ 4     | Да     |
| 2024 | 39 464     | 34,75  | 20 из 45   | ▼ 2     | Да     |

### Городское собрание города Либерец
| Год  | Голоса             | Голоса | Мандаты    | Мандаты | Коалиция |
| Год  | Количество         | %      | Количество | ±       | Коалиция |
| ---- | ------------------ | ------ | ---------- | ------- | -------- |
| 2010 | Коалиция с KDU-ČSL | 13,41  | 2 из 39    | ▲ 2     | Да       |
| 2014 | 172 933            | 16,58  | 8 из 39    | ▲ 6     | Нет      |
| 2018 | 381 613            | 32,10  | 16 из 39   | ▲ 8     | Да       |
| 2022 | 322 171            | 28,21  | 12 из 39   | ▼ 4     | Да       |

## Список председателей
- Ян Фарский (2008—2009)
- Мартин Пута (2009—2014)
- Марек Пиетер (2014—2017)
- Мартин Пута (2017— настоящее время)